# Nhịp điệu sinh học hằng ngày

Một số đặc điểm của đồng hồ sinh học con người (24 giờ)

Hình minh hoạ của đồng hồ sinh học buổi sáng (vàng) và tối (xám) xảy ra trong Arabidopsis, điều chỉnh qua ánh sáng. Quy trình phiên mã được thể hiện thông qua các đường màu đen và các phức hợp protein được biểu hiện bằng các đường màu đen đứt đoạn. Quy tắc hậu phiên được hiển thị bằng đường màu đỏ đứt đoạn. Các yếu tố nhạy cảm với ánh sáng được biểu thị bằng các bu lông sét và vòng tròn màu vàng.

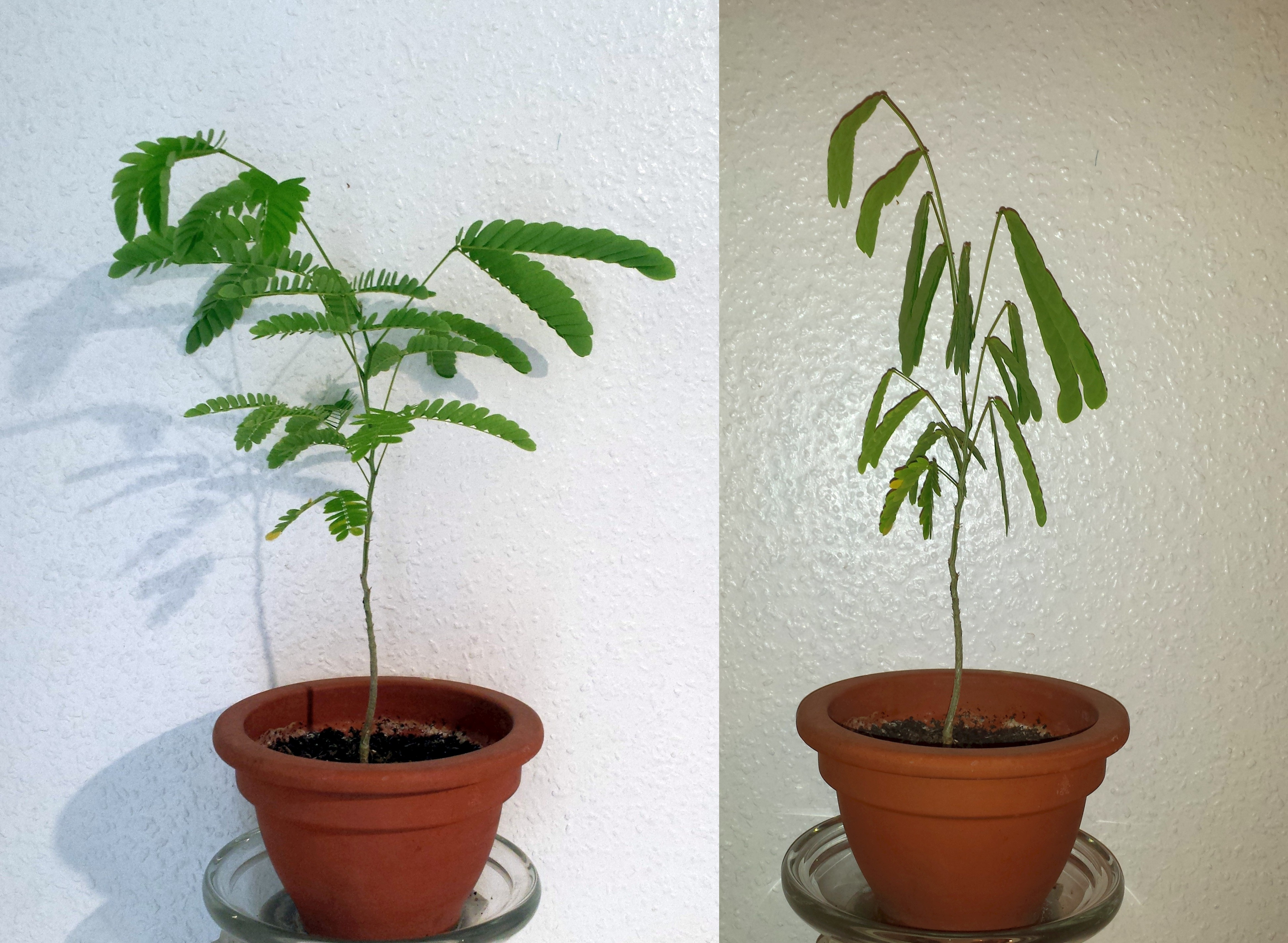
Cây ngủ ngày và đêm

Nhịp điệu sinh học hằng ngày (tiếng Anh: Circadian rhythm) là bất kỳ quy trình sinh học nào hiển thị một dao động nội sinh, có một chu kỳ khoảng 24 giờ. Những nhịp điệu 24 giờ này được điều khiển bởi đồng hồ sinh học, và chúng được quan sát thấy rộng rãi trong thực vật, động vật, nấm và vi khuẩn lam .
Thuật ngữ "circadian" xuất phát từ chữ Latinh, "circa" nghĩa là "khoảng" (hoặc "xấp xỉ"), và "dian" có nghĩa là "ngày". Nghiên cứu chính thức về nhịp điệu sinh học, như nhịp điệu hằng ngày, triều, tuần, theo mùa và hàng năm, được gọi là thời sinh học (chronobiology). Các quy trình với dao động 24 giờ thường được gọi là nhịp điệu ngày đêm; Nói cho đúng, chúng không nên được gọi là nhịp sinh học trừ khi bản chất nội sinh của chúng được khẳng định.
Mặc dù nhịp điệu sinh học hằng ngày là nội sinh (tự duy trì), chúng được điều chỉnh (entrained) với môi trường địa phương bằng các tín hiệu bên ngoài bao gồm các chu trình ánh sáng, nhiệt độ và dưỡng hóa.
Năm 2017, Giải Nobel Sinh lý học và Y khoa đã được trao cho Jeffrey C. Hall, Michael Rosbash và Michael W. Young "vì những khám phá của họ về các cơ chế phân tử kiểm soát nhịp sinh học".

## Đồng hồ sinh học ở động vật có vú

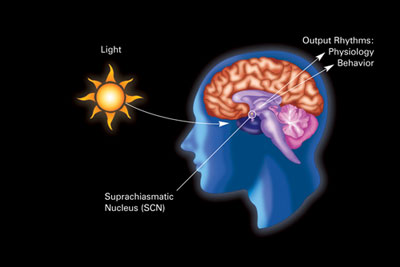
Một biến thể của một hình ảnh minh hoạ của Eskin cho thấy ảnh hưởng của ánh sáng và bóng tối đối với nhịp điệu sinh học và sinh lý và hành vi liên quan qua suprachiasmatic nucleus (vùng nhỏ trong não trên vùng dưới đồi) trong con người.

## Sức khỏe con người

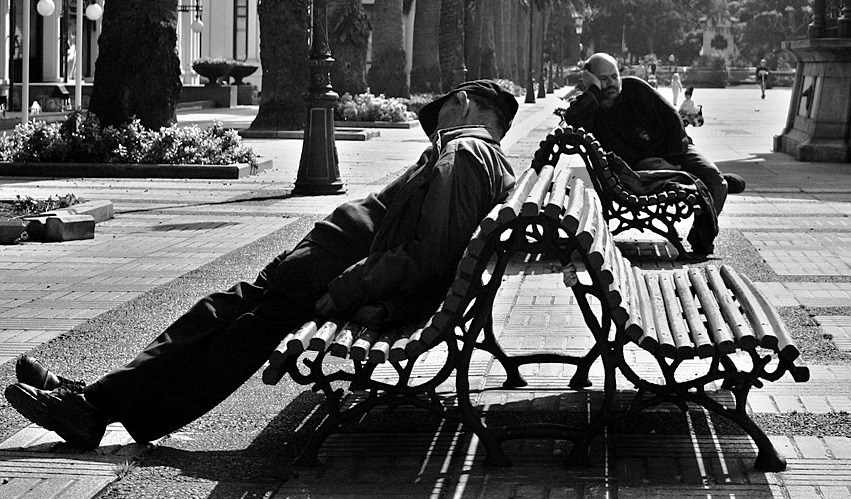
Một giấc ngủ ngắn trong ngày không ảnh hưởng đến nhịp sinh học.

## Lịch sử
Tài liệu ghi chép sớm nhất của quy trình hằng ngày bắt đầu từ thế kỷ 4 sau CN, khi Androsthenes, một thuyền trưởng tàu phục vụ dưới thời Alexander Đại đế, mô tả những chuyển động lá hằng ngày của cây me. Việc quan sát quy trình hằng ngày hoặc ngày đêm ở con người được đề cập đến trong các tài liệu y học Trung Quốc từ khoảng thế kỷ 13.
Sự ghi nhận lần đầu tiên về dao động nội sinh hằng ngày được thực hiện bởi nhà khoa học người Pháp Jean-Jacques d'Ortous de Mairan năm 1729. Ông lưu ý rằng mô hình 24 giờ trong sự chuyển động của lá cây trinh nữ (Mimosa pudica) tiếp tục ngay cả khi cây đã được giữ trong bóng tối liên tục, trong thí nghiệm đầu tiên để cố gắng để phân biệt một đồng hồ nội sinh từ phản ứng với kích thích hằng ngày.
Năm 1896, Patrick và Gilbert quan sát thấy rằng trong một thời gian dài bị thiếu ngủ, tình trạng buồn ngủ tăng lên và giảm đi trong khoảng thời gian khoảng 24 giờ . Năm 1918, J.S. Szymanski cho thấy rằng động vật có khả năng duy trì các mô hình hoạt động 24 giờ khi không có các tín hiệu bên ngoài như ánh sáng và thay đổi nhiệt độ . Vào đầu thế kỷ 20, nhịp điệu sinh học hằng ngày đã được nhận thấy trong thời gian cho ăn theo nhịp điệu của ong. Các thí nghiệm rộng rãi được thực hiện bởi Auguste Forel, Ingeborg Beling, và Oskar Wahl để xem liệu nhịp điệu này là do đồng hồ nội sinh. Ron Konopka và Seymour Benzer đã cô lập đột biến đồng hồ đầu tiên ở Drosophila vào đầu những năm 1970 và lập bản đồ " giai đoạn " gen, yếu tố quyết định di truyền đầu tiên được phát hiện về nhịp điệu hành vi . Joseph Takahashi đã khám phá ra sự đột biến đồng hồ sinh học đầu tiên của động vật có vú (clockΔ19) sử dụng chuột vào năm 1994. Tuy nhiên, các nghiên cứu gần đây cho thấy việc xóa "đồng hồ" không dẫn đến kiểu hình hành vi (động vật vẫn có nhịp sinh học bình thường), nghi ngờ tầm quan trọng của nó trong việc tạo ra nhịp điệu .
Thuật ngữ circadian được Franz Halberg đặt ra vào những năm 1950.

## Tiêu chí
Để được gọi là hằng ngày, nhịp điệu sinh học phải đáp ứng được ba tiêu chí chung sau:
1. Nhịp điệu có thời kỳ hoạt động tự do nội sinh kéo dài khoảng 24 giờ. Nhịp điệu vẫn tồn tại trong những điều kiện không đổi, (tức là bóng tối liên tục) với khoảng thời gian khoảng 24 giờ. Thời kỳ nhịp điệu trong những điều kiện không đổi được gọi là giai đoạn hoạt động tự do và được biểu thị bằng chữ cái Hy Lạp τ (tau). Lý do của tiêu chí này là phân biệt nhịp điệu sinh học từ những phản ứng đơn giản với các tín hiệu bên ngoài hằng ngày. Nhịp điệu không thể được nói là nội sinh trừ khi nó đã được thử nghiệm và vẫn tồn tại trong điều kiện mà không có ảnh hưởng định kỳ bên ngoài vào. Ở động vật hoạt động ban ngày, nói chung τ lớn hơn 24 giờ một chút, trong khi ở động vật ăn đêm, nói chung τ ngắn hơn 24 giờ.
2. Nhịp điệu là entrainable (có thể điều chỉnh). Nhịp điệu có thể được thiết lập lại bằng cách tiếp xúc với kích thích bên ngoài (như ánh sáng và nhiệt), một quá trình được gọi là entrainment (điều chỉnh). Các kích thích bên ngoài được sử dụng để nhún nhường nhịp điệu được gọi là Zeitgeber (yếu tố định giờ). Du hành qua các vùng thời gian cho thấy khả năng của đồng hồ sinh học của con người điều chỉnh với thời gian địa phương; một người thường trải qua jet lag bị trễ máy bay trước khi sự điều chỉnh đồng hồ sinh học hằng ngày của họ đồng bộ hóa với thời gian địa phương.
3. Nhịp điệu thể hiện sự đền bù nhiệt độ. Nói cách khác, chúng duy trì chu kỳ hằng ngày trong một loạt các nhiệt độ sinh lý. Nhiều sinh vật sống ở một phạm vi rộng của nhiệt độ, và sự khác biệt trong nhiệt năng sẽ ảnh hưởng đến động lực học hoá học của tất cả các quá trình phân tử trong tế bào của chúng. Để theo được thời gian, đồng hồ sinh học của cơ thể phải duy trì khoảng 24 giờ định kỳ mặc dù các động lực học thay đổi, một đặc tính được gọi là đền bù nhiệt độ. Hệ số Nhiệt độ Q10 là một thước đo của hiệu ứng đền bù này. Nếu hệ số Q10 vẫn còn xấp xỉ số 1 khi nhiệt độ tăng, nhịp điệu được coi là nhiệt độ đền bù.